# Spądoszyn
Spądoszyn – wieś sołecka w Polsce położona w województwie mazowieckim, w powiecie ciechanowskim, w gminie Sońsk.
Spądoszyn graniczy z miejscowościami: Kałęczyn, Jurzyn, Cichawy, Łopacin, Soboklęszcz i Gutków
W latach 1975–1998 miejscowość administracyjnie należała do województwa ciechanowskiego.